# Noirs Complots
Noirs Complots est un recueil de quatorze nouvelles de science-fiction ou à tonalité fantastique écrites par des auteurs français ou francophones.
L'ouvrage, réalisé sous la direction de Pierre Lagrange, est paru aux éditions Les Belles Lettres, collection Le Cabinet noir, en avril 2003. C'est le dernier ouvrage publié dans Le Cabinet noir.
Les récits, rédigés spécialement pour le recueil, proposent une « interprétation conspirationniste » d'événements historiques.

## Thématiques des nouvelles
Plusieurs nouvelles évoquent la théorie du complot selon laquelle les Américains n'auraient pas envoyé d'astronautes sur la Lune de 1969 à 1972, ou les auraient envoyés à des fins autres que la simple exploration spatiale et à des fins secrètes (Opération Münchhausen, Vous avez demandé la Lune ?, Le Jour où Orson Welles a vraiment sauvé le monde).
Le recueil ayant été publié en 2003 et les nouvelles ayant été probablement rédigées courant 2002, le thème des attentats du 11 septembre 2001 est utilisé à plusieurs reprises (Vous avez demandé la Lune ?, Incertain 11 septembre, Plaisir d'offrir).

## Extraits de la préface
En huit pages numérotées de VII à XIV, Pierre Lagrange brosse un portrait historique des théories du complot et des motivations des auteurs à rédiger des récits mettant en scène de telles théories (et des raisons des lecteurs d'apprécier de tels récits).
« Toutes les vérités sont-elles bonnes à dire ? À qui revient le droit de faire le tri entre celles qui sont dicibles et celles pour lesquelles le public n'est pas prêt ? Surtout : est-il possible de cacher ces « vérités » suffisamment longtemps et avec une totale efficacité ? Derrière ces questions se profile la problématique du complot.

(…) Il est trop simple  de vouloir ranger le complot parmi les croyances plus ou moins stupides de l’humanité. Impossible de cataloguer tous ces conspirationnistes comme autant de dingues. Il suffit de se pencher sur sa propre expérience pour reconnaître, même à contrecœur, que nous croyons tous au complot, plus ou moins, plus ou moins souvent, plus ou moins longtemps. (…)

(…) Pourquoi avoir réuni la fine fleur du landernau de la littérature de « mauvais genre » autour d'un pareil thème ? Parce que c'est dans l'air ? Oui, mais pas seulement. Parce que c'est divertissant ? Oui, mais pas seulement. L'ensemble offre rien moins qu'une relecture paranoïaque de l'histoire plus ou moins récente. (…) »
— Extraits de la préface

### Critiques en revue
- Critique dans Bifrost n°33 (janvier 2004)
- Critique dans Galaxies n°30 (automne 2003), p. 170